# 오다 이쓰키
오다 이쓰키(일본어: 小田 逸稀, 1998년 7월 16일~)는 일본의 축구 선수이다.

## 구단 경력
그는 2017년 J1리그의 가시마 앤틀러스에 입단했다. 2020년부터 2021년까지 J2리그의 FC 마치다 젤비아와 제프 유나이티드 지바에서 뛰었다. 2022년 가시마 앤틀러스로 복귀했다. 2023년 아비스파 후쿠오카로 이적했다. 2023년에 J리그컵 우승을 차지했다.